# Diplothyron
Diplothyron Millidge, 1991 è un genere di ragni appartenente alla famiglia Linyphiidae.

## Distribuzione
L'unica specie oggi nota di questo genere è stata rinvenuta nel Venezuela: è un endemismo dello Stato di Aragua.

## Tassonomia
Dal 1991 non vengono rinvenuti esemplari di questo genere.
A giugno 2012, si compone di una specie:
- Diplothyron fuscus Millidge, 1991[4] — Venezuela